# 大都會足球會
大都會足球會（Metropolitanos FC）是一支委內瑞拉足球會，現於委超作賽，他們位於卡拉卡斯，2013年才升班至委內瑞拉足球甲級聯賽，於2011年才成立下極速升班。

## 外部連結
- Official Site （页面存档备份，存于）